# Concession funéraire

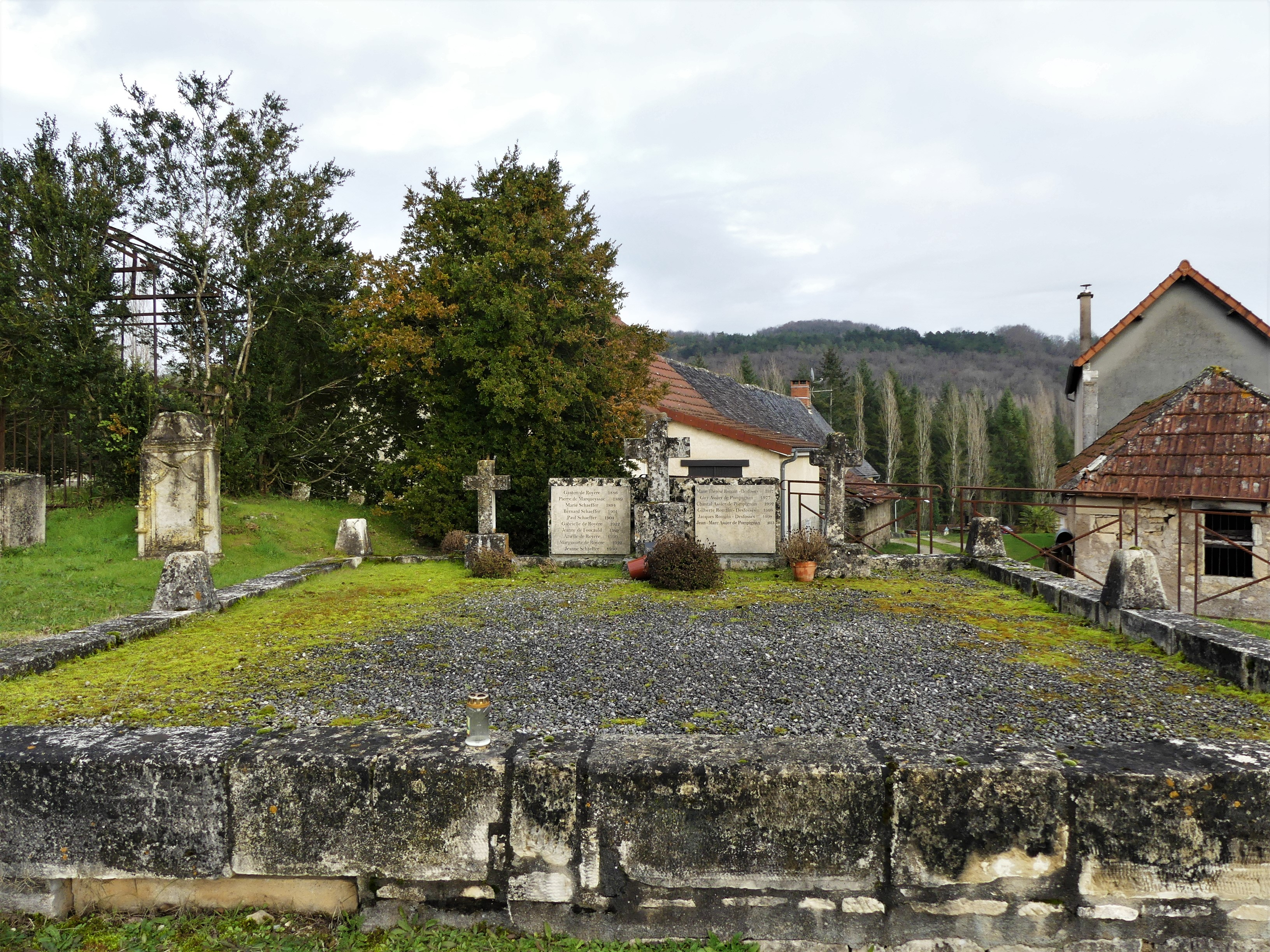
Concession d'une famille noble dans le cimetière de Bersac, en Dordogne.

Une concession funéraire est un droit (« concédé ») à occuper un terrain (cimetière en général) pour y déposer le corps d'un défunt ou d'un groupe de défunts (par exemple de la même famille).

## Propriété
Dans certains pays, le patrimoine funéraire et en particulier le cimetière sont communautaires, dans d'autres, comme en France de nos jours, il est considéré comme public pour le sol, mais comme du domaine privé pour la tombe et son entretien.
Le régime est spécifique pour les cimetières militaires, la fosse commune ou les tombes de grands personnages (Panthéon...).

## Droits et devoirs liés aux concessions

### En France

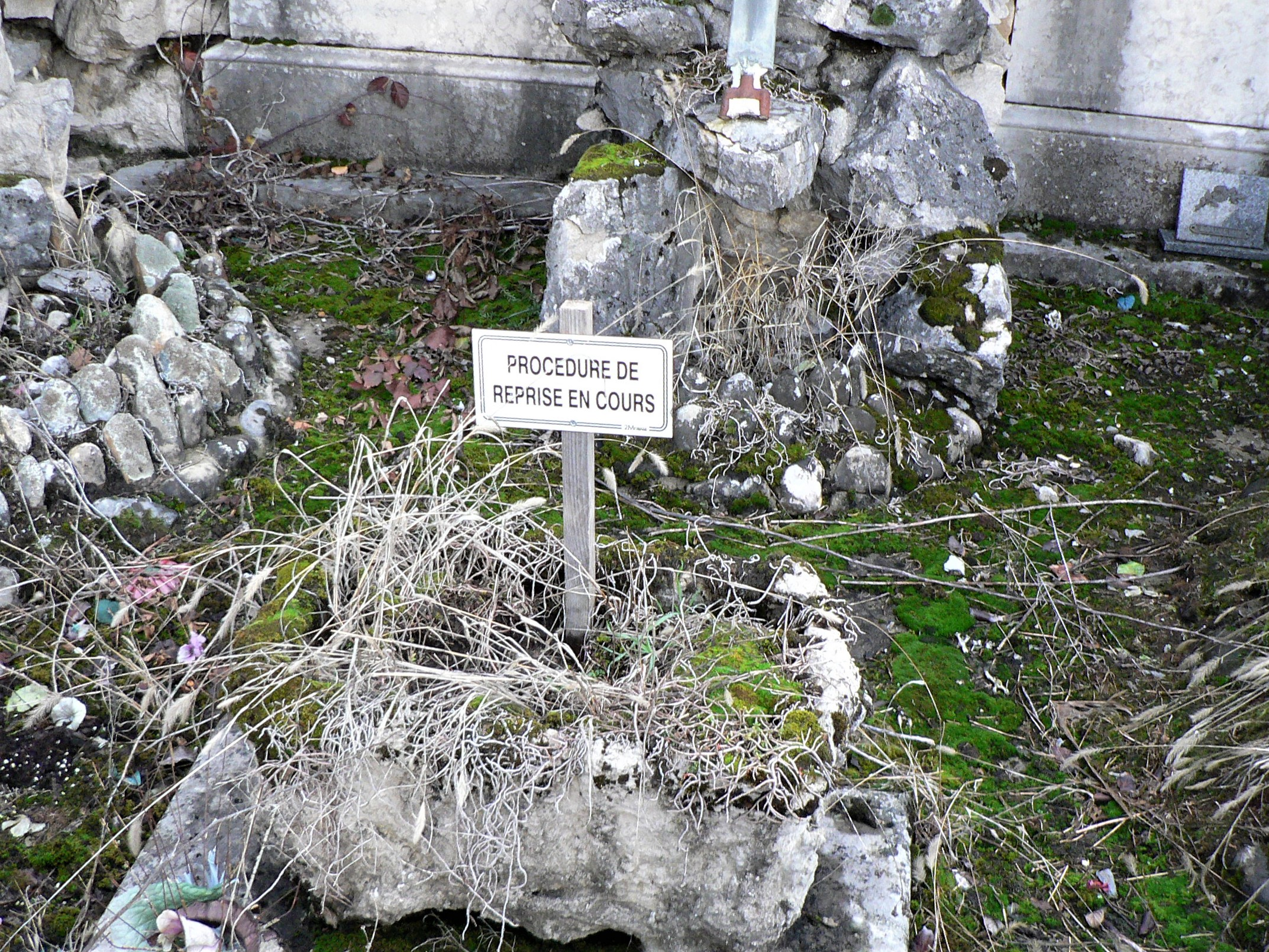
Une « procédure de reprise en cours » au cimetière de La Terrasse, en Isère, en 2018.

Une concession est un emplacement dans un cimetière, dont l'utilisation est régie par un contrat, établi par la commune, qui précise les bénéficiaires de la concession, sa durée et son prix. 

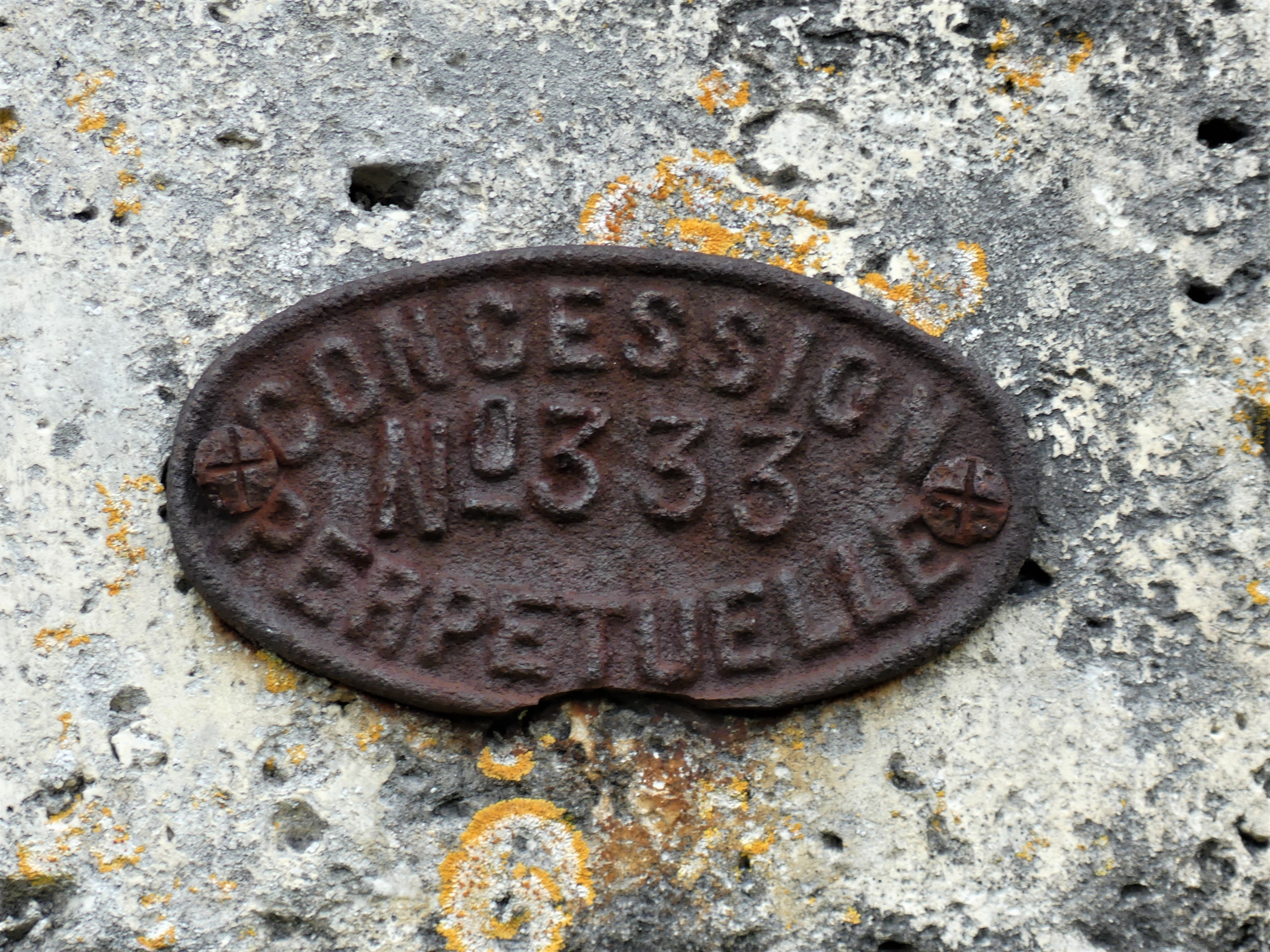
Plaque de concession perpétuelle à Saint-Martial-de-Valette, en Dordogne.

#### Durée et types de concessions
En France, il existe généralement quatre types de durées :  
- concession temporaire : entre 5 ans et 15 ans ;
- concession trentenaire : 30 ans ;
- concession cinquantenaire : 50 ans ;
- concession perpétuelle.

Certaines communes ne proposent pas toutes ces durées. 
La durée de la concession peut être allongée. Une demande de renouvellement peut être faite en mairie de la commune dont dépend le cimetière, avant que les 24 mois suivant l'échéance de la concession ne soient écoulés. Si elle n'est pas entretenue par la famille et les héritiers, la concession peut être reprise par la commune.
Les concessions peuvent être :
- individuelles, réservée à la personne qui sera inhumée,
- collective, à usage des personnes listées dans l'acte de concession,
- familiale, et réservée au titulaire de la concession et aux membres de sa famille.

Les options d'achat et le prix des concessions dépendent de leur durée et de la commune, ils sont fixés par le conseil municipal. Il est possible de donner ou léguer une concession, de manière irrévocable. Si la concession est déjà utilisée, le don ou le legs n'est possible qu'à un membre de la famille. Une concession vide peut être donnée ou léguée à n'importe quelle personne, ou rendue à la commune. La vente d'une concession funéraire est interdite.  
Après le décès du concessionnaire, par défaut, les concessions perpétuelles mutent en indivision perpétuelle par héritage à l'intégralité des héritiers. 
Pour être inhumé sur le territoire d'une commune, il faut y être domicilié, y être inscrit sur les listes électorales, y être décédé, ou y bénéficier d'une concession familiale. Les autres cas sont laissés à la discrétion de la mairie, qui peut accepter ou non la concession d'une inhumation. 

#### Renouvellement de concessions
Le renouvellement d'une concession funéraire vise à reconduire la concession pour une durée en principe équivalente à la durée initiale. Il implique la passation d'un nouveau contrat, peut être demandé par le concessionnaire ou par ses ayants droit. La demande doit être faite au plus tard dans les deux années suivant l'échéance du contrat. Elle peut également être faite par anticipation dans les cinq années précédant l'expiration du contrat, lorsqu'elle est justifiée par une nouvelle inhumation dans le terrain concédé. Une fois passé le délai de deux ans suivant l'arrivée à échéance de la concession funéraire, le renouvellement n'est plus de droit, même si la commune n'a pas procédé à la reprise ; la commune est donc tout à fait libre en ce cas de refuser une prolongation de jouissance aux concessionnaires ou à leurs ayants droit.
Les concessions sont renouvelables au prix du tarif en vigueur au moment du renouvellement, c'est-à-dire à la date d'échéance de la concession et cela même en cas de renouvellement postérieur à cette date.

#### Abandon de concession et reprise par la commune

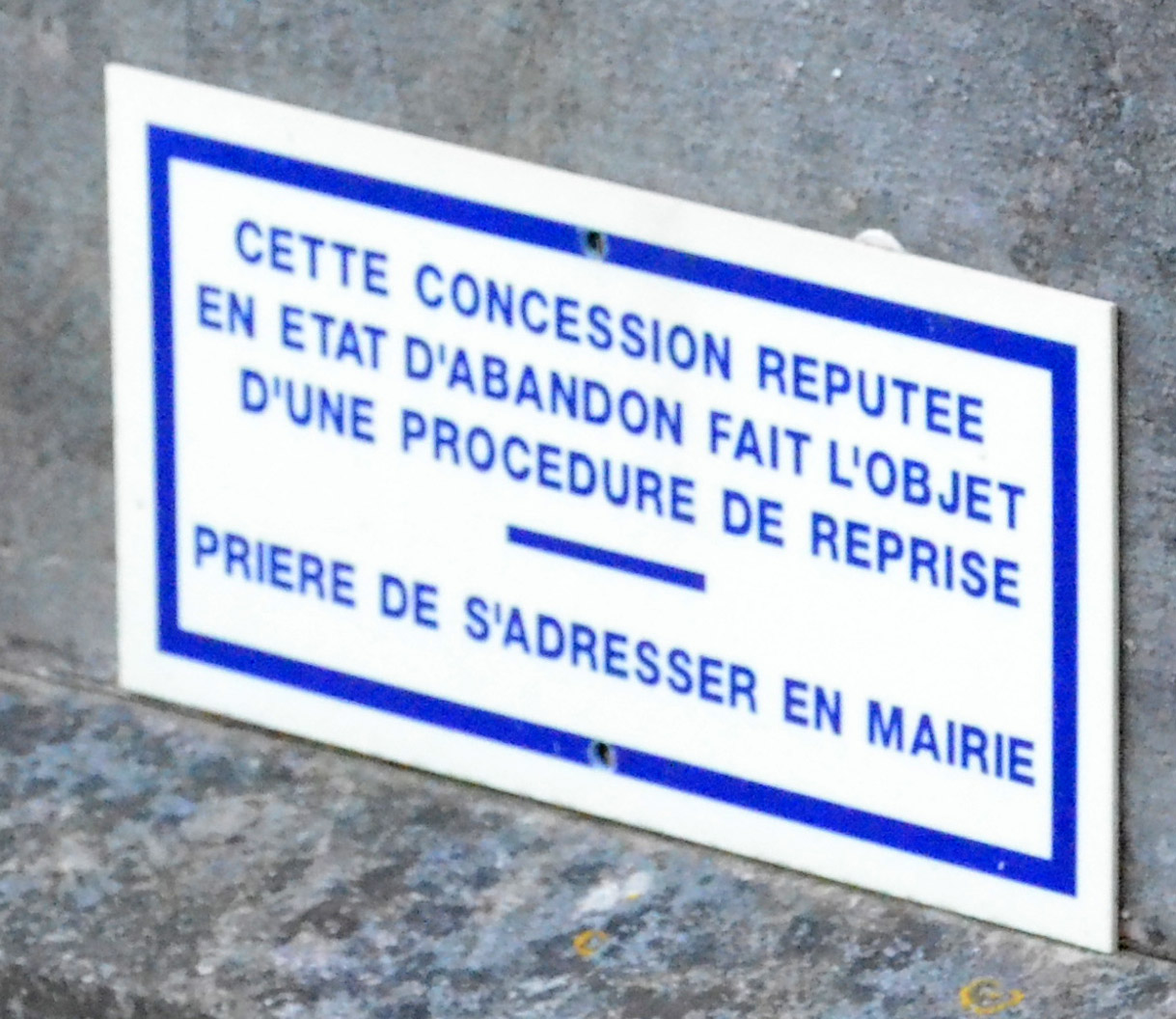
Panonceau disposé sur une pierre tombale. Il y est écrit : "Cette concession réputée en état d'abandon fait l'objet d'une procédure de reprise. Prière de s'adresser en mairie". En France, la famille est concessionnaire du droit d'user de cette partie du cimetière, mais n'en est aucunement propriétaire.

200 000 concessions perpétuelles seraient abandonnées chaque année en France. 
La reprise par la commune d'une concession cinquantenaire ou perpétuelle n'est possible que si la concession a plus de 30 ans, que la dernière inhumation date d'il y a plus de 10 ans, que les personnes chargées de l'entretien aient été informées (directement, ou, à défaut, par voie d'affichage) et qu'un délai d'un an après le constat soit écoulé.  
Pour les autres types de concessions, la reprise est faite une fois un délai de deux ans après la date d'expiration de la concession si la concession n'a pas été renouvelée. Les ayants droit sont informés par courrier et un affichage sur la tombe. 
Les corps sont alors transférés dans un ossuaire. 

## Enterrement hors concessions

### En France
En France, la première alternative à une concession, est la sépulture dans le terrain commun. Le terrain est désigné par la commune. Cette sépulture permet l'occupation d'un emplacement gratuit pour une urne ou un cercueil pour une période minimale de 5 ans. À l'issue des 5 ans, la commune peut décider de libérer l'emplacement. 
Il est aussi possible d'enterrer une urne ou un cercueil sur un terrain privé, de manière exceptionnelle. Cette opération doit obtenir l'accord du préfet, et, dans le cas d'un cercueil, avoir l'avis d'un hydrogéologue nommé par l'Agence régionale de santé.